# 知多市立八幡小学校
知多市立八幡小学校（ちたしりつ　やわたしょうがっこう）は、愛知県知多市八幡にある公立小学校。

## 概要
- 校区は八幡の一部、平野1-3丁目、寺本台1-4丁目、寺本新町1・2丁目、清水が丘1・2丁目、八幡新町1-3丁目、阿原1丁目、柳花1-3丁目、社山1・2丁目、笠松1-3丁目、伊賀坂1-3丁目、鎌が谷1・2丁目、三反田1-3丁目、馬背口1-3丁目、こうの巣1・2丁目、東七曲である。公立中学校の進学先は知多市立八幡中学校である[1]。
- 旧・知多郡八幡町の小学校であった。

## 沿革
- 1873年（明治6年） - 
  - 迫間村に泉巻学校が開校する。
  - 中島村に中島学校が開校する。
  - 平井村に平井学校が開校する。
- 1878年（明治11年） -
  - 平井村、中島村、迫間村、堀之内村が合併し、八幡村となる。
  - 泉巻学校、中島学校、平井学校を統合し、八幡学校となる。
- 1887年（明治20年） - 尋常小学八幡学校に改称する。
- 1889年（明治22年）10月1日 - 町村制により八幡村が発足。
- 1892年（明治25年） - 八幡尋常小学校に改称する。
- 1893年（明治26年） - 高等科を設置し、八幡尋常高等小学校に改称する。
- 1906年（明治39年）4月13日 - 八幡村、新知村、佐布里村が合併し、八幡村となる。
- 1908年（明治41年） - 八幡第一尋常小学校に改称する。八幡農業補習学校を併設する。
- 1922年（大正11年）4月1日 - 八幡村が町制施行し、八幡町となる。
- 1924年（大正13年） - 八幡農業補習学校が八幡第一実業補習学校に改称する。
- 1926年（大正15年） - 青年訓練所を併設する。
- 1931年（昭和6年） - 青年訓練所を八幡第一公民学校に改称する。
- 1935年（昭和10年） - 青年学校を併設する。
- 1941年（昭和16年）4月1日 - 八幡町第一国民学校に改称する。
- 1947年（昭和22年）4月1日 - 八幡町立八幡小学校に改称する。
- 1955年（昭和30年）4月1日 - 八幡町、岡田町、旭町が合併し、知多町が発足。同時に知多町立八幡小学校に改称する。
- 1970年（昭和45年）9月1日 - 知多町が市制施行し知多市となる。同時に知多市立八幡小学校に改称する。
- 1973年（昭和48年）4月 - 知多市立つつじが丘小学校を分離する。

## 交通アクセス
- 名鉄常滑線寺本駅下車、徒歩約20分。
- あいあいバス北部循環コース「長曽橋」バス停より徒歩約10分。

## 周辺施設
- 愛知県立知多翔洋高等学校
- 知多市立八幡中学校
- 知多市立つつじが丘小学校
- 知多市役所
- JAあいち知多
- 知多八幡郵便局